# AXA
AXA is een internationale verzekeringsgroep en vermogensbeheerder met wereldwijd 126.000 medewerkers en ruim 100 miljoen klanten in meer dan 50 landen. De belangrijkste afzetmarkt is Frankrijk, waar ongeveer een kwart van de omzet wordt gerealiseerd. In de rest van Europa wordt een derde van de omzet behaald en in Noord-Amerika ongeveer een zesde.
AXA levert wereldwijd producten en diensten in meer dan 50 landen. Bijna de gehele omzet wordt behaald met verzekeringen (vooral levensverzekeringen maar ook ziektekosten- en schadeverzekeringen (auto-, brand- en familiale verzekering), en een klein deel met bankdiensten zoals beleggingsproducten, zicht- en spaarrekeningen.
AXA stond in 2012 op de 25e plaats in de Fortune Global 500-lijst van de grootste ondernemingen ter wereld. Eind 2018 had de groep zo'n 1.400 miljard euro aan vermogen onder beheer.

## Geschiedenis
Het bedrijf is de opvolger van de eerste (brand)verzekeringsmaatschappij van Frankrijk, de Mutuelle de l'Assurance contre l'Incendie in Parijs (MACL), die in in 1816 is opgericht. De naam AXA wordt sinds 1985 gebruikt als naam voor de nieuwe groep.
In 1996 deed AXA een succesvol bod op de Franse concurrent UAP. AXA was bereid $ 9 miljard te betalen voor UAP. Door de fusie ontstond de grootste verzekeringsmaatschappij ter wereld met een beheerd vermogen van $ 445 miljard. De combinatie kreeg een totaal premie-inkomen van $ 61 miljard op jaarbasis en dit was onvoldoende om het Japanse Nippon Life van de eerste plaats te stoten.
In 2000 verkocht AXA het meerderheidsbelang in de Amerikaanse investment bank Donaldson, Lufkin & Jenrette. Credit Suisse was bereid $ 12,8 miljard te betalen voor alle aandelen waarvan zo'n 30% op de beurs was genoteerd. AXA kreeg een deel van de overnamesom in aandelen Credit Suisse en had na de transactie een aandelenbelang van 8% in Credit Suisse.
In 2006 nam AXA Winterthur over van Credit Suisse voor 7,9 miljard euro. De 13 miljoen klanten van Winterthur verdeeld over 17 landen waren een goede aanvulling op de activiteiten van AXA. AXA kreeg meteen een sterke positie op de Zwitserse markt en in andere West-Europese landen werd de marktpositie verstevigd.
Op 5 maart 2018 werd de overname van XL Group aangekondigd. Het is met een overnamesom van € 12,4 miljard de duurste overname ooit van AXA. XL Group is een grote Amerikaanse schadeverzekeraar met premie-inkomsten van US$ 15 miljard op jaarbasis en zo'n 7500 medewerkers. De overname werd in september 2018 afgerond.
In mei 2018 verkocht het een deel van haar activiteiten in Noord-Amerika. AXA Equitable ging deels naar de beurs, AXA verkocht in totaal 137 miljoen aandelen die US$ 2,8 miljard opleverden. AXA Equitable is vooral actief in de Amerikaanse levensverzekeringsmarkt en houdt ook een aandelenbelang van 64% in vermogensbeheerder AllianceBernstein. Het had in 2017 een omzet van US$ 12,5 miljard en een nettowinst van US$ 1,3 miljard. De opbrengst van de aandelenverkoop is gebruikt voor de financiering van de overname van XL Group.
Vanaf het voetbalseizoen 2019/2020 is AXA voor de komende 4 seizoenen de officiële shirtsponsor van Liverpool FC.

### AXA België
In 1990 werd AXA België opgericht. In 1999 fuseerde die met Royale Belge, een in 1856 opgerichte levensverzekeringsmaatschappij die was uitgegroeid tot een van de grootste Belgische verzekeraars met ook een stevige bankpoot. In 1978 kocht Royale Belge 1/3 van Ippa Bank (in 1903 opgericht als Belgische Hypotheekmaatschappij en Spaarkas) en nam deze bank in 1986 helemaal over. In 1999 nam de fusiegroep AXA Royale Belge de spaarbank Anhyp over en fuseerde die op 1 januari 2000 samen met Ippa tot AXA Bank Belgium. Op 1 maart 2002 werd AXA Royale Belge herdoopt tot AXA Belgium, met behoud van de bankpool als AXA Bank Belgium, afgekort AXA Bank.
Op 1 januari 2007, neemt AXA Belgium Winterthur over en werd zo de grootste Belgische schadeverzekeraar van het land. Begin juni 2007 verkocht AXA de Nederlandse verzekeringsactiviteiten aan SNS REAAL voor een bedrag van € 1,75 miljard. die zo de vijfde speler werd op de Nederlandse verzekeringsmarkt. Op 3 december 2007 werd het Europese bankplatform AXA Bank Europe opgericht dat in 2017 werd herdoopt tot AXA Bank Belgium.
Eind juni 2019 raakte bekend dat Crelan een van de kandidaten was voor de overname van AXA Bank. Er hingen al langer geruchten over de nakende verkoop van het Belgisch bankfiliaal. Crelan zou zo de vijfde bank van België worden. Op 24 oktober 2019 werd de overname aangekondigd. AXA Bank en Crelan worden gefuseerd en de naam AXA Bank verdween uiteindelijk op 9 juni 2024. Crelan kocht AXA Bank voor 100% en betaalde hiervoor € 540 miljoen. Crelan droeg ook de kleine verzekeringsdochter Crelan Insurance over aan AXA. Crelan Insurance werd daarbij gewaardeerd op € 80 miljoen, waarmee de totale overnamesom op € 620 miljoen uitkwam.
AB Inbev ·
ADP ·
Adyen ·
Ahold Delhaize ·
AIB ·
Air Liquide ·
Airbus ·
Aker BP ·
AkzoNobel ·
Alstom ·
ArcelorMittal ·
Argenx ·
ASMI ·
ASML ·
AXA ·
Bank of Ireland ·
BioMérieux ·
BNP Paribas ·
Bouygues ·
Bureau Veritas ·
Campari ·
Capgemini ·
Carrefour ·
Crédit Agricole ·
D'Ieteren ·
Danone ·
Dassault Systèmes ·
DNB ·
DSM-Firmenich ·
Edenred ·
EDP ·
Eiffage ·
Enel ·
ENGIE ·
Eni ·
Equinor ·
EssilorLuxottica ·
Eurofins Scientific ·
Ferrari ·
Galp Energia ·
GBL ·
Generali ·
Heineken ·
ING ·
Intesa Sanpaolo ·
INWIT ·
Ipsen ·
J. Martins ·
KBC ·
Kering ·
Kerry ·
Kingspan ·
KPN ·
Legrand ·
Mediobanca ·
Michelin ·
Moncler ·
Mowi ·
NN Group ·
Norsk Hydro ·
Orange ·
Pernod Ricard ·
Philips ·
Pluxee ·
Poste Italiane ·
Prosus ·
Prysmian ·
Publicis ·
Randstad ·
Recordati ·
Renault ·
Ryanair ·
Safran ·
Saint-Gobain ·
Sanofi ·
Schneider Electric ·
Shell ·
Smurfit Kappa ·
Snam ·
Société Générale ·
Sodexo ·
Solvay ·
Stellantis ·
STMicroelectronics ·
Syensqo ·
Telenor ·
Teleperformance ·
Tenaris ·
Terna ·
Thales ·
TotalEnergies ·
UCB ·
UMG ·
UniCredit ·
Veolia Environnement ·
VINCI ·
Vivendi ·
Wolters Kluwer ·
Worldline ·
Yara
Leden:
American International Group · Allianz Trade · Atradius · Aviva · AXA · 
Chubb · Coface · Credendo · Green Stars · Groupama · Münchener Rück · Ping An Insurance · 
Swiss Re · Travelers · Zurich Insurance Group
Oud-leden:
N.V. Nationale Borg-Maatschappij